# Olga Charvátová
Olga Charvátová, född 11 juni 1962 i Gottwaldov, är en tjeckisk före detta alpin skidåkare.
Charvátová blev olympisk bronsmedaljör i störtlopp vid vinterspelen 1984 i Sarajevo.